# Super Aguri SA07
Chronologie des modèles (2007)
Super Aguri SA06 Super Aguri SA08A
La Super Aguri SA07 est la troisième monoplace de Formule 1 de l'écurie Super Aguri F1, engagée lors de la saison 2007, aux mains de Takuma Satō et Anthony Davidson. Le pilote essayeur est le Japonais Sakon Yamamoto. Cette monoplace est la plus performante des quatre machines utilisées par Super Aguri au cours de sa brève existence. Elle a permis à Takuma Satō d'inscrire 4 points en championnat du monde et à l'écurie de se classer 9e du championnat des constructeurs en 2007.

## Création de la monoplace

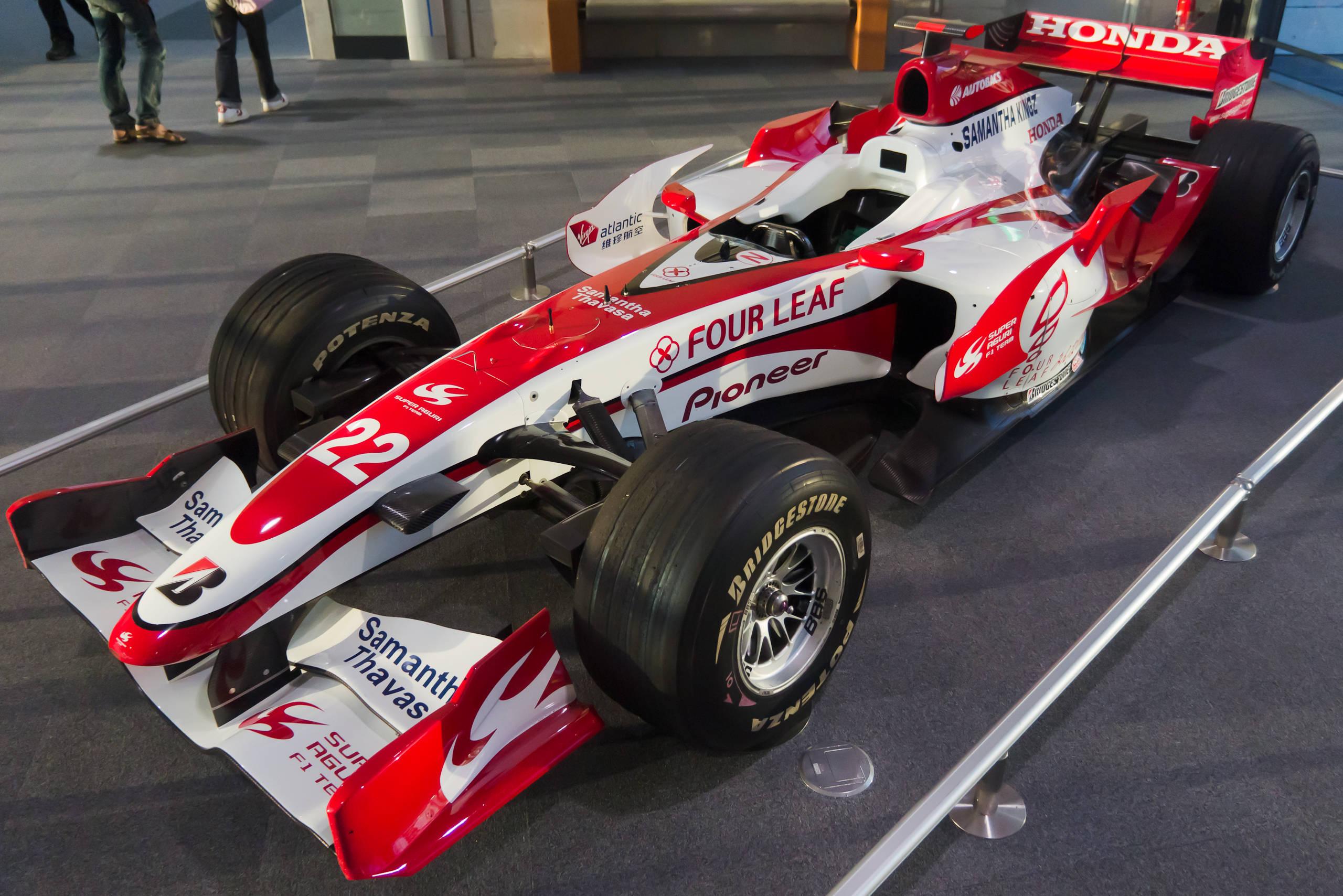
La Super Aguri SA07 d'Anthony Davidson.

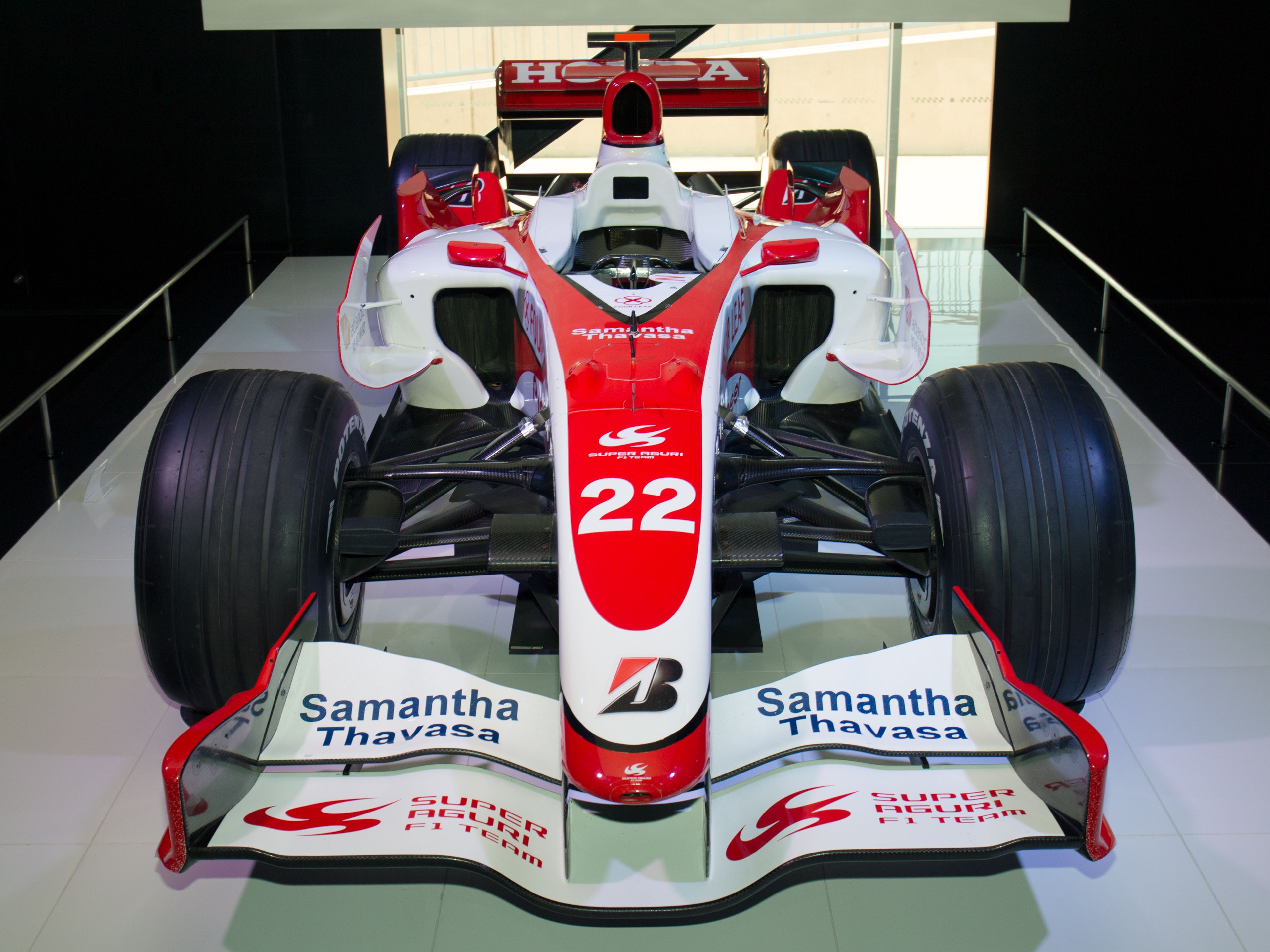
Super Aguri SA07 : vue de face.

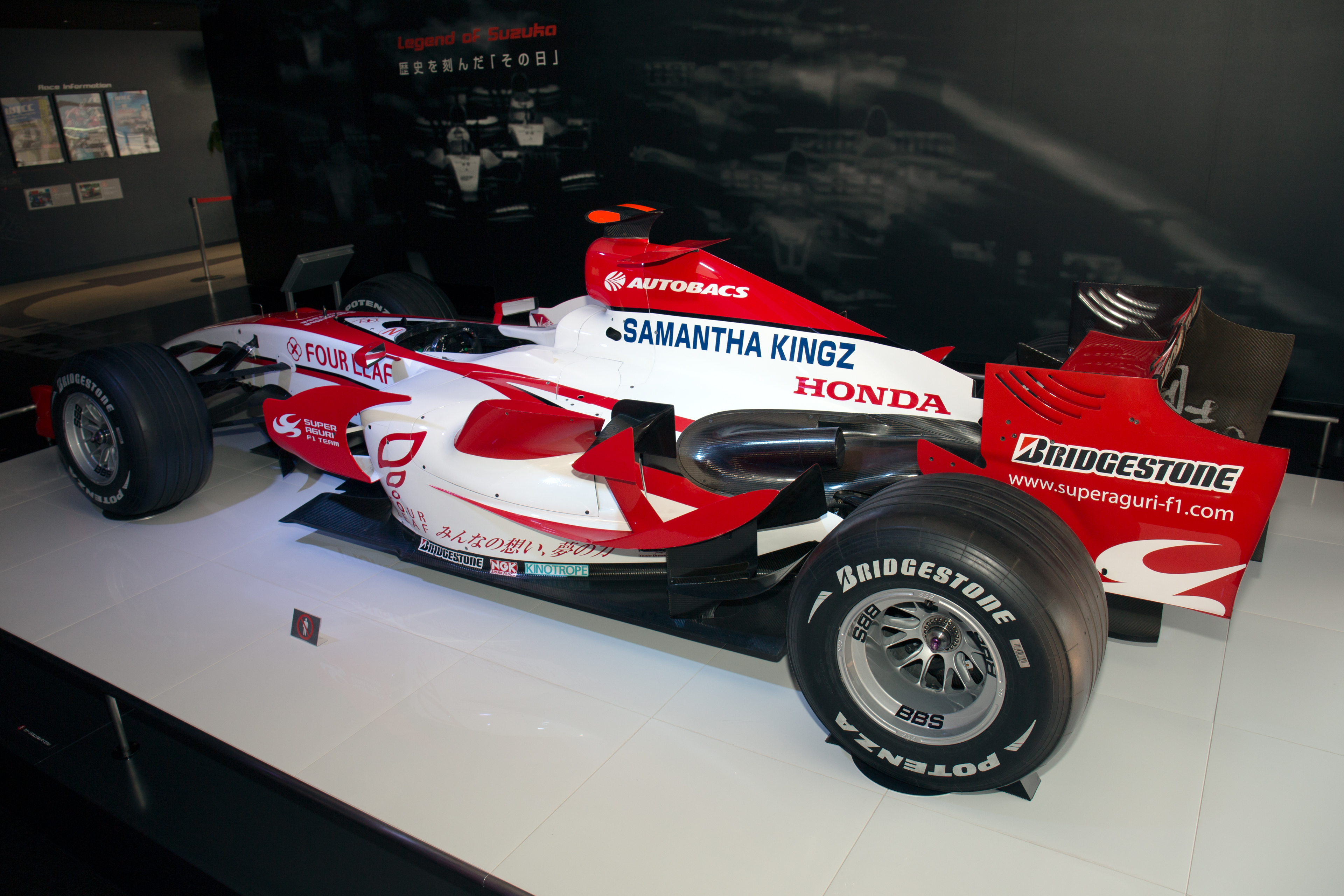
Super Aguri SA07 : vue arrière.

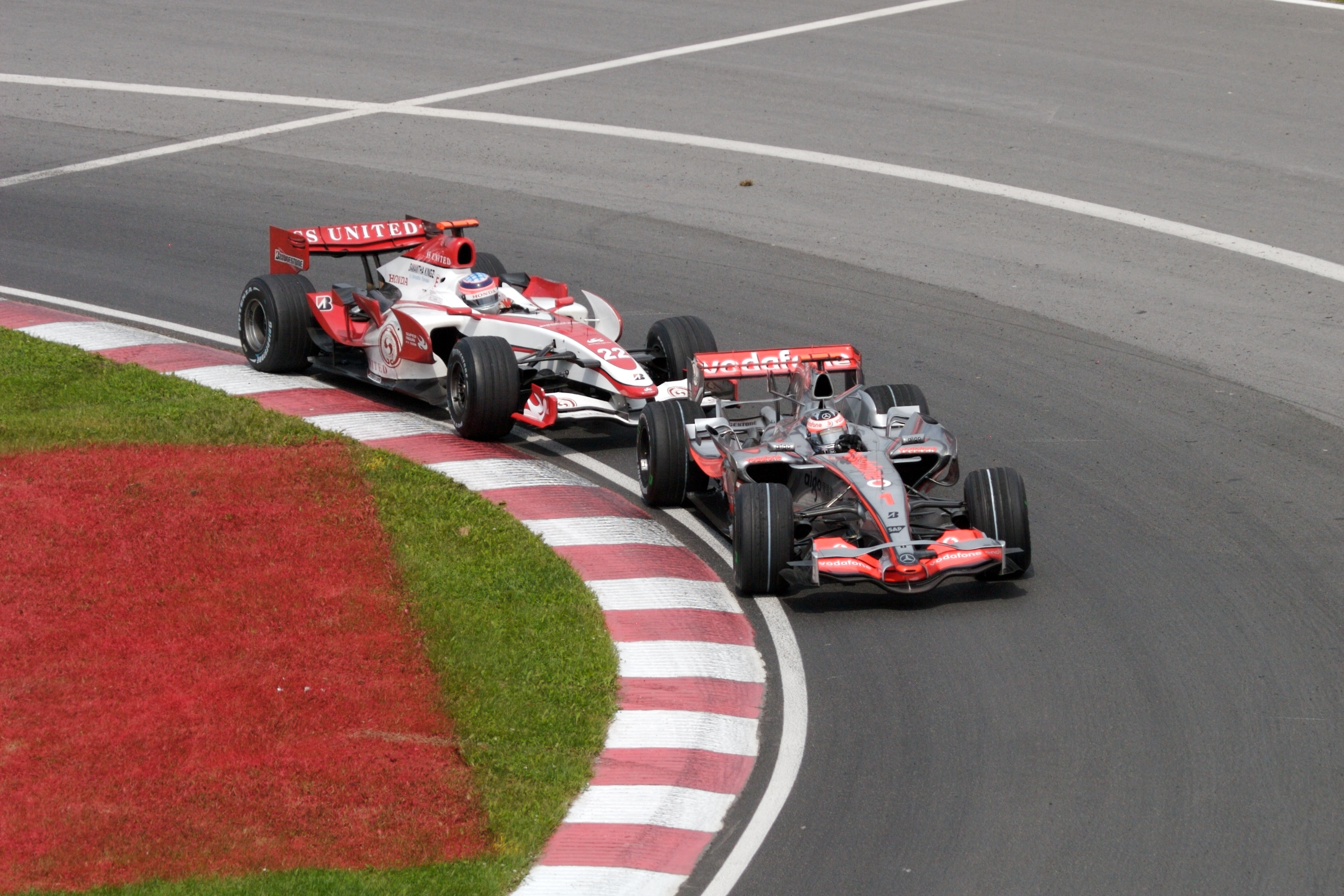
Takuma Satō va dépasser Fernando Alonso pour réaliser le meilleur résultat de son écurie en terminant 6eau Canada en 2007.

En 2007, Super Aguri échoue dans sa tentative d'obtenir l'accord des dix autres équipes pour utiliser un châssis Honda RA106 de la saison précédente. En effet, si les Accords de la Concorde interdisent toujours à une écurie d'utiliser un châssis en provenance d'une autre équipe, Suzuki espérait qu'une autorisation unanime de tous ses adversaires lui permettrait de contourner ce point de règlement. Son principal opposant est Collin Kolles, directeur de Spyker F1 Team, une écurie de fond de grille en rivalité directe avec Super Aguri qui voit d'un très mauvais œil son adversaire principal disposer d'une monoplace ayant signé une pole position (Jenson Button en Australie), une victoire (Button en Hongrie) et inscrit un total de 86 points la saison précédente.
L'équipe doit alors concevoir son propre châssis, la Super Aguri SA07, qui va toutefois être développé sur la base de la Honda RA106 car Suzuki a acquis les droits de propriété intellectuelle de la monoplace, droits indispensables pour pouvoir utiliser les éléments la composant.
Rapidement la légalité de la nouvelle monoplace conçue par Peter McCool et disposant d'un nouveau moteur V8 Honda RA807E est attaquée par Kolles et Frank Williams qui dénoncent le principe de transfert de technologie entre Honda/Super Aguri. La synergie d'entreprise entre Honda et Super Aguri fait en effet planer de nombreux soupçons sur le fait que la SA07 assemblée à Leafield avec le soutien de la maison-mère n'est qu'une Honda RA106 de 2006 pourvue de nouvelles couleurs. Si Honda a aidé les ingénieurs de Super Aguri à développer leur nouvelle monoplace sur la base des données technologiques recueillies sur la Honda RA106, le fait que la SA07 échoue au crash-test d'homologation de la FIA (trop grande déformation de l'arrière de la monoplace après un test de choc) contrairement à sa jumelle de la saison passée, met fin à la polémique.
Ce contretemps fâcheux vaut à Aguri Suzuki de ne pouvoir dévoiler ses nouvelles monoplaces que quatre jours seulement avant le premier Grand Prix de l'année. Le 15 novembre, il confirme la présence de Takuma Satō au volant de la SA07 et le remplacement de Sakon Yamamoto par le pilote britannique Anthony Davidson qui gravitait dans la sphère d'influence Honda depuis 2002 en tant qu'essayeur de BAR-Honda. Le 15 décembre, Aguri annonce que Giedo Van der Garde, libéré par Spyker F1 Team, est promu troisième pilote de l'équipe tandis que Yamamoto effectuera des tests de développement.

## Engagement en championnat du monde de Formule 1
La saison débute en fanfare pour la SA07 et ce dès le premier Grand Prix en Australie puisque Takuma Satō participe à la troisième session de qualification et réalise la meilleure qualification de l'histoire de l'équipe en s'élançant de la 10e place sur la grille, juste devant son équipier (la meilleure qualification d'une Super Aguri n'était auparavant qu'une 17e place). La course est aussi satisfaisante puisque les deux pilotes reçoivent le drapeau à damiers, Satō terminant 12e à un seul tour du vainqueur Kimi Räikkönen. Davidson réussit à terminer l'épreuve à la 16e place bien qu'il ait été sévèrement accroché par Adrian Sutil lors d'une tentative de dépassement.
En Malaisie, seul Satō atteint la Q2 mais les deux monoplaces terminent à nouveau la course, là encore à un tour seulement du vainqueur. Le troisième Grand Prix de l'année, à Bahreïn, voit Satō dominé pour la première fois par son coéquipier : Davidson passe en Q2 et se qualifie en 13e position tandis que le Japonais ne réalise que le 17e temps. Les résultats sont plus décevants en course puisque les deux monoplaces abandonnent sur casse moteur. L'espoir renaît dès l'épreuve suivante en Espagne où les deux SA07 passent la barre de la Q1. Si Davidson réalise son meilleur résultat en course depuis le début de sa carrière en terminant 11e de la course, Satō, qualifié à la 13e place, fait encore mieux en offrant à son écurie le premier point de sa jeune histoire et à Honda son premier point de la saison puisque ni Jenson Button ni Rubens Barrichello au volant des Honda RA 107 n'ont ouvert leur compteur.
Après un Grand Prix de Monaco décevant où les SA07 ne franchissent pas la première session de qualification et terminent à deux tours du vainqueur, le Japonais réalise un exploit au Canada : parti de la 11e place de la grille, il profite des disqualifications de Felipe Massa et Giancarlo Fisichella et de l'accident de Robert Kubica pour atteindre la 6e place et permettre à son écurie de marquer trois nouveaux points en championnat. Davidson réalise également une performance honorable en égalant son meilleur résultat en course (11e) mais désormais dans le même tour que le vainqueur.
La suite de la saison est beaucoup plus difficile, principalement à cause du manque de ressources financières de l'écurie qui limite les développements techniques des monoplaces. A Indianapolis, seul Davidson réussit à atteindre la Q2 mais ne termine à nouveau qu'à la 11e place finale tandis que son coéquipier abandonne prématurément à la suite d'un tête-à-queue. Puis il faut attendre le Grand Prix d'Europe pour voir les monoplaces participer à nouveau à la deuxième partie des qualifications, sans concrétiser en course.
Les tracas financiers de l'écurie se ressentent sur les performances en piste. Si les SA07 gagnent en fiabilité (deux abandons imputables à la mécanique lors des huit dernières épreuves de la saison), elles ne peuvent plus se hisser dans les points, Satō réalisant lors de la dernière course, au Brésil, le meilleur résultat de la seconde partie de saison en se classant 12e.
La saison de la SA07 s'est révélée troublée par les difficultés financières de l'écurie mais les résultats sportifs sont assez satisfaisants. Les machines japonaises n'ont abandonné qu'à dix reprises (dont six fois sur panne mécanique) et inscrit 4 points, ce qui place Super Aguri à la 9e place du classement des constructeurs après la disqualification de McLaren.
Un autre motif de satisfaction pour Aguri Suzuki est la comparaison des résultats de son écurie avec son équipe de tutelle Honda Racing F1 Team : les Honda RA107, elles aussi victimes de six abandons sur cause mécanique, n'ont inscrit que 6 points dans la saison et ne se classent que 8e du championnat. Il aura même fallu attendre l'avant-dernier Grand Prix de l'année, en Chine, et la cinquième place de Jenson Button, pour que Honda ne devance Super Aguri au classement général.

## Super Aguri SA07B

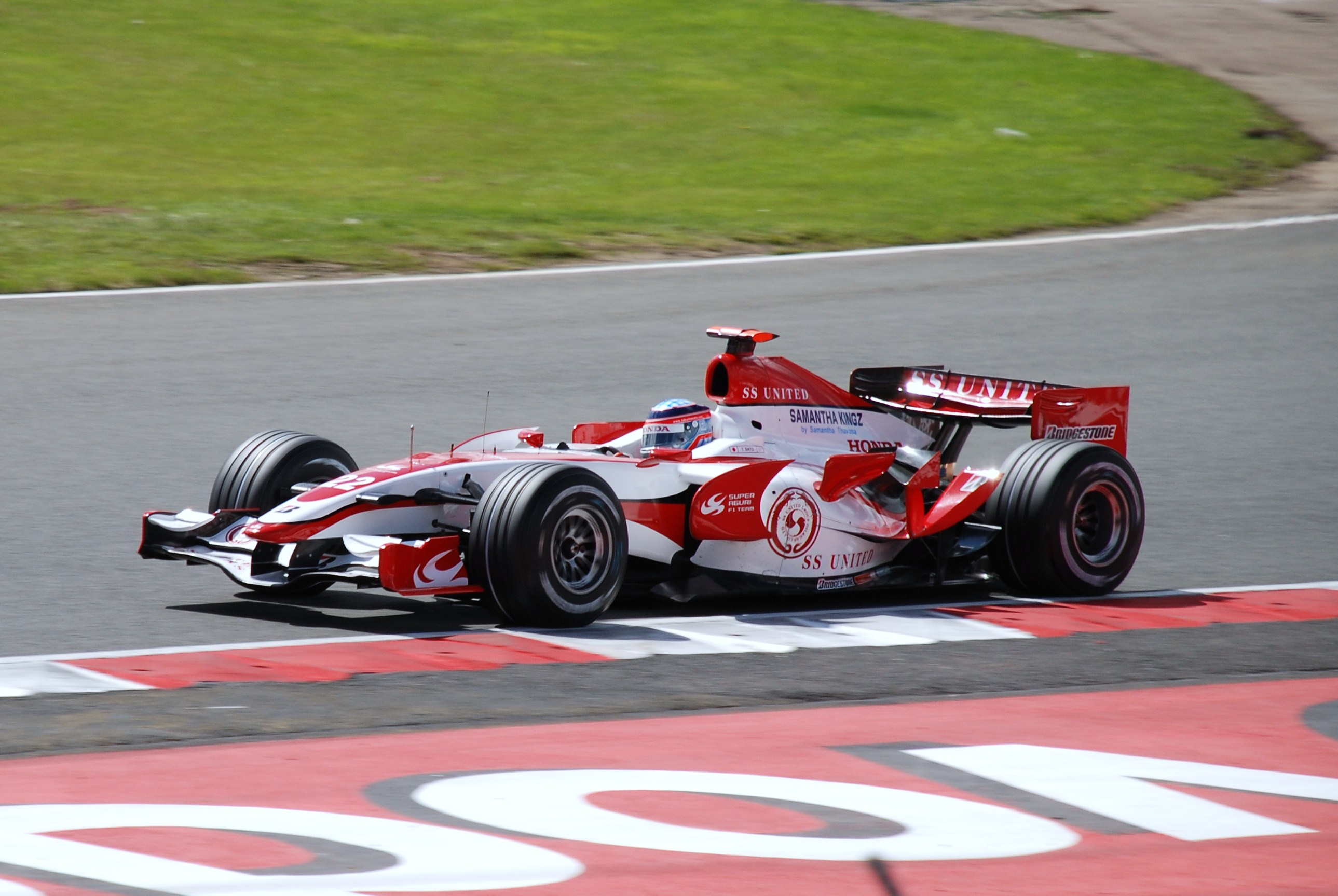
Takuma Satō sur la SA07 au Grand Prix de Grande-Bretagne 2007

Lors des essais hivernaux de la saison 2008, Super Aguri engage une version B de la SA07, qui est mise en conformité avec la réglementation technique de 2008. La SA07B est pilotée par les deux pilotes titulaires de l'écurie, Takuma Satō et Anthony Davidson.

## Caractéristiques techniques
- Longueur : 4680 mm.
- Hauteur : 950 mm.
- Largeur : 1800 mm.

- Système d'injection : Honda PGM-FI.
- Système d'allumage : Honda PGM-IG.
- Bougies : NGK.

- Moteur : Honda RA807E.
- Cylindrée : 2,4 litres.
- Architecture : V8 atmosphérique à 90° à quatre soupapes à rappel pneumatique par cylindre.
- Puissance maximale : plus de 700 ch.
- Régime maximal : plus de 19 000 tr/min.

## Résultats en championnat du monde de Formule 1
| Saison | Écurie                     | Moteur   | Pneus       | Pilotes          | Courses | Courses | Courses | Courses | Courses | Courses | Courses | Courses | Courses | Courses | Courses | Courses | Courses | Courses | Courses | Courses | Courses | Points inscrits | Classement |
| Saison | Écurie                     | Moteur   | Pneus       | Pilotes          | 1       | 2       | 3       | 4       | 5       | 6       | 7       | 8       | 9       | 10      | 11      | 12      | 13      | 14      | 15      | 16      | 17      | Points inscrits | Classement |
| ------ | -------------------------- | -------- | ----------- | ---------------- | ------- | ------- | ------- | ------- | ------- | ------- | ------- | ------- | ------- | ------- | ------- | ------- | ------- | ------- | ------- | ------- | ------- | --------------- | ---------- |
| 2007   | Super Aguri Formula 1 Team | Honda V8 | Bridgestone |                  | AUS     | MAL     | BAH     | ESP     | MON     | CAN     | USA     | FRA     | GBR     | EUR     | HON     | TUR     | ITA     | BEL     | JAP     | CHI     | BRÉ     | 4               | 9e         |
| 2007   | Super Aguri Formula 1 Team | Honda V8 | Bridgestone | Takuma Satō      | 12e     | 13e     | Abd     | 8e      | 17e     | 6e      | Abd     | 16e     | 14e     | Abd     | 15e     | 18e     | 16e     | 15e     | 15e     | 14e     | 12e     | 4               | 9e         |
| 2007   | Super Aguri Formula 1 Team | Honda V8 | Bridgestone | Anthony Davidson | 16e     | 16e     | 16e     | 11e     | 18e     | 11e     | 11e     | Abd     | Abd     | 12e     | Abd     | 14e     | 14e     | 16e     | Abd     | Abd     | 14e     | 4               | 9e         |

Légende : ici 